# All-Risks Yield
Der All-Risks Yield (ARY) ist eine in der angelsächsischen Bewertungspraxis wie z. B. dem Discounted Cash Flow-Verfahren verwendeter Diskontierungssatz, welcher die Verzinsung zukünftiger Zahlungsströme einer Immobilie unter Berücksichtigung sämtlicher Risiken (Mietausfall, Veränderung des Marktumfeldes) wiedergibt. 
Im Gegensatz zum Liegenschaftszinssatz im normierten deutschen Bewertungsverfahren nach Immobilienwertermittlungsverordnung, welcher empirisch durch die Gutachterausschüsse ermittelt wird, leitet sich der ARY von einem (angenommen) risikolosen Basiszins wie z. B. einer kurz laufenden US-Staatsanleihe ab, welcher um Faktoren zur Abbildung der Inflation sowie markt- und objektspezifischer Risiken ergänzt wird. Ein wichtiger Unterschied besteht zudem darin, dass der ARY das Mietausfallwagnis (das Risiko, das vertraglich geschuldete Mieten nicht gezahlt oder anderweitig eingeholt werden) mit abbildet, während dies im deutschen Ertragswertverfahren gesondert berücksichtigt wird.